# Гостовиці
Гостовиці (словац. Hostovice) — село у Словаччині, Снинському окрузі Пряшівського краю. Розташоване в північно-східній частині Словаччини, біля кордону з Польщею.

## Історія
Давнє лемківське село. Вперше згадується у 1567 році.
В селі є греко-католицька церква з 1764 р.

## Населення
| Рік:            | 1993 | 2003     | 2013     | 2023     |
| --------------- | ---- | -------- | -------- | -------- |
| Кількість осіб: | 399  | 359      | 302      | 237      |
| Різниця:        |      | -10,02 % | -15,87 % | -21,52 % |

| Рік:            | 2022 | 2023    |
| --------------- | ---- | ------- |
| Кількість осіб: | 238  | 237     |
| Різниця:        |      | -0,42 % |

В селі проживають 342 особи.
Національний склад населення (за даними останнього перепису населення — 2001 року):
- словаки — 72,49 %
- русини — 22,49 %
- українці — 3,17 %
- чехи — 1,06 %
- цигани (роми) — 0,53 %

Склад населення за приналежністю до релігії станом на 2001 рік:
- греко-католики — 65,87 %,
- православні — 17,99 %,
- римо-католики — 8,47 %,
- не вважають себе віруючими або не належать до жодної вищезгаданої церкви — 7,41 %